# Tanimachi 6-chome (métro d'Osaka)
Tanimachi 6-chome (谷町六丁目駅, Tanimachi-Rokuchōme-eki) est une station du métro d'Osaka sur les lignes Nagahori Tsurumi-ryokuchi et Tanimachi dans l'arrondissement de Chūō à Osaka.

## Situation sur le réseau
La station Tanimachi 6-chome est située au point kilométrique (PK) 4,4 de la ligne Nagahori Tsurumi-ryokuchi et au PK 15,2 de la ligne Tanimachi.

## Histoire
La station a été inaugurée le 17 décembre 1968 sur la ligne Tanimachi. La ligne Nagahori Tsurumi-ryokuchi y arrive le 11 décembre 1996.

## Services aux voyageurs

### Accès et accueil
La station est ouverte tous les jours.

### Desserte

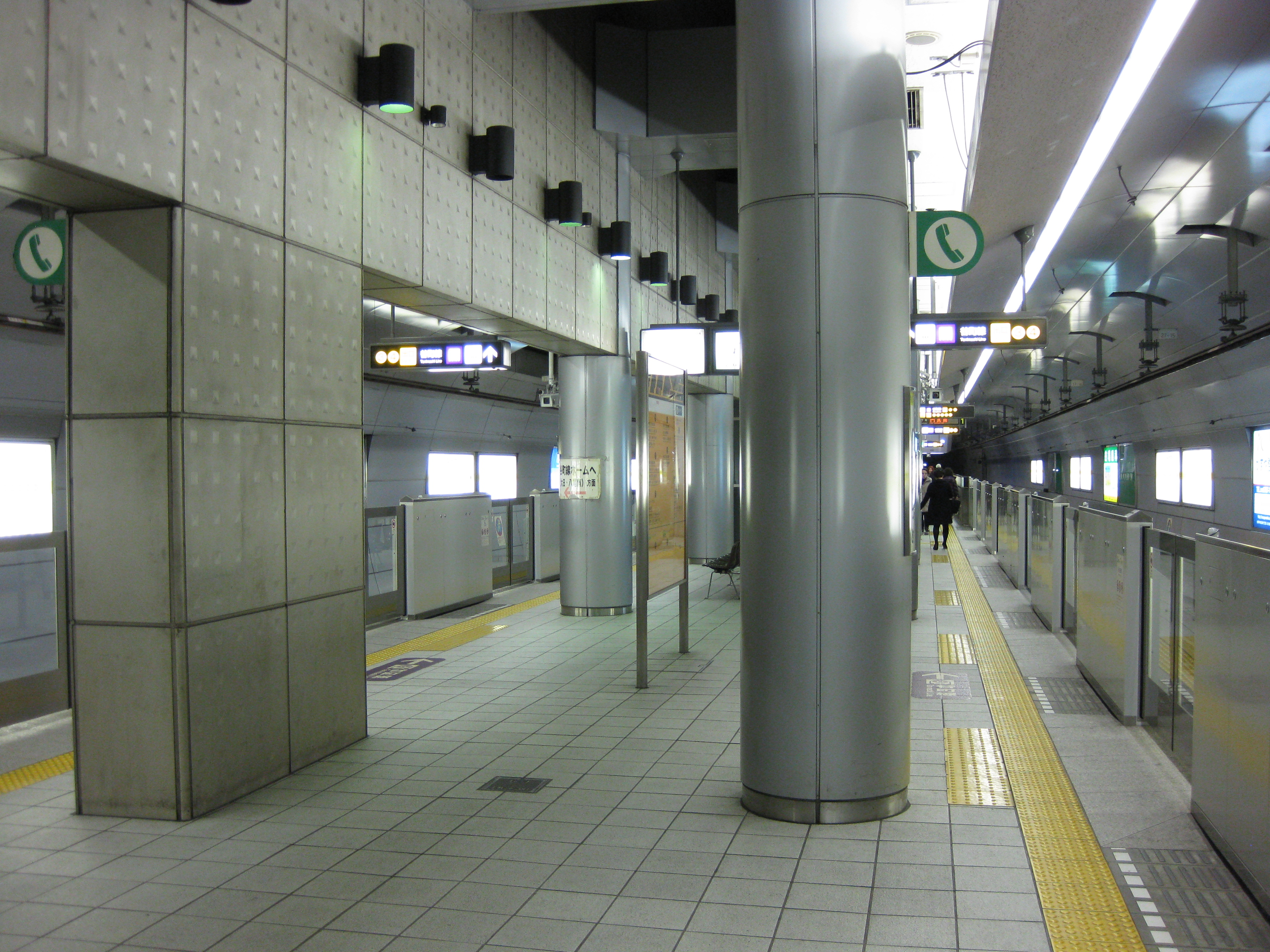
Quais de la ligne Nagahori Tsurumi-ryokuchi

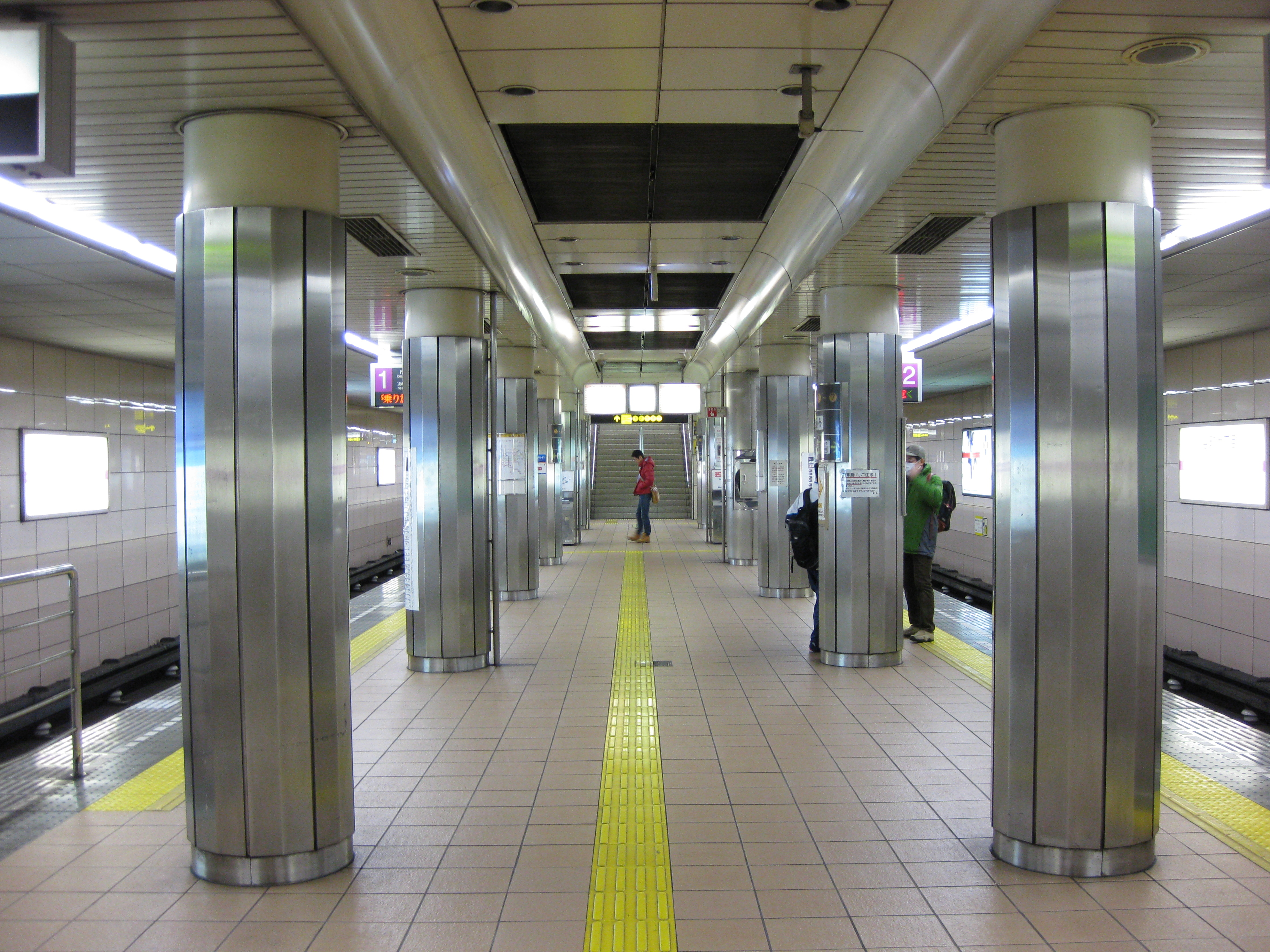
Quais de la ligne Tanimachi

- Ligne Tanimachi :
  - voie 1 : direction Yaominami
  - voie 2 : direction Dainichi
- Ligne Nagahori Tsurumi-ryokuchi :
  - voie 1 : direction Kadoma-minami
  - voie 2 : direction Taishō

## Dans les environs
- siège social de Mandom
- Lycée Shimizudani
- Musée mémorial Sanjūgo Naoki[1]